# Az-Zawija (Palestyna)
Az-Zawija (arab. ‏الزاويه‎) – palestyńskie miasto położone w muhafazie Salfit, w Autonomii Palestyńskiej.
Leży w zachodniej części Samarii, w otoczeniu wiosek Rafat i Masha. Na północ i zachód od miasta przebiega mur bezpieczeństwa oddzielający Izrael od Autonomii Palestyńskiej. Po stronie izraelskiej znajduje się miasteczko Elkana.

## Historia
29 listopada 1947 roku Zgromadzenie Ogólne Organizacji Narodów Zjednoczonych przyjęło Rezolucję nr 181 w sprawie podziału Palestyny na dwa państwa: żydowskie i arabskie. Tutejsze tereny miały znajdować się w państwie arabskie i w wyniku wojny o niepodległość w 1948 znalazły się pod okupacją Jordanii.
Podczas wojny sześciodniowej w 1967 ziemie te zajęły wojska izraelskie. Władze izraelskie wybudowały w 1978 sieć wodociągową, a w 1991 dostarczyły energię elektryczną.
Po zawarciu w 1994 porozumień z Oslo tereny te znalazły się w Autonomii Palestyńskiej w obszarze o statusie „C” (są to tereny pozostające pod kontrolą izraelską). W 1996 Az-Zawija otrzymała prawa miejskie.
6 czerwca 2004 Izraelczycy rozpoczęli budowę muru bezpieczeństwa, jednak mieszkańcy Az-Zawii razem z izraelskimi i międzynarodowymi działaczami pokojowymi codziennie demonstrowali w obronie ziemi. Izraelskie wojsko odpowiedziało na demonstracje nieproporcjonalnie wykorzystując siłę. Pojawiły się zarzuty o nielegalne wykorzystanie broni chemicznej. Protesty doprowadziły do wydania 25 czerwca 2004 orzeczenia przez Sąd Najwyższy, który nakazał wstrzymanie budowy muru bezpieczeństwa. Budowę muru bezpieczeństwa ukończono w 2005, w odległości 3 km na wschód od swojego pierwotnego przebiegu. Istnieją dalsze plany rozbudowy muru bezpieczeństwa, który ma otoczyć miasto z czterech stron, tworząc enklawę Az-Zawija.

## Demografia
Według danych Palestyńskiego Centrum Danych Statystycznych, w 2006 w mieście żyło 5 075 mieszkańców. Populacja miasta składa się w większości z członków trzech klanów: Szukajr (45%), Mukadi (30%) i Raddad (20%). Pozostałe 5% populacji stanowią palestyńscy uchodźcy, głównie członkowie klanów takich jak Szamlawi, Rabi i Jusif.

## Edukacja
W mieście znajdują się dwie szkoły męskie i dwie szkoły żeńskie.

## Gospodarka
Gospodarka wioski opiera się na rolnictwie, sadownictwie i hodowli owiec.

## Turystyka
W mieście znajduje się starożytny klasztor nazywany Dajr Kassis oraz ruiny rzymskich budowli.

## Komunikacja
Na północ od miasta przebiega droga ekspresowa nr 5  (Tel Awiw–Ari’el), brak jednak możliwości wjazdu na nią. Przez miasto przebiega lokalna droga, którą jadąc na południe dojeżdża się do wioski Masha, lub jadąc na południe dojeżdża się do wioski Rafat.